# Jürgen Königs
Jürgen Königs (Bergisch Gladbach, 1943) è un fotografo e insegnante tedesco.

## Biografia
Figlio dell'artista grafico Edgar e di sua moglie Hildegard Wehmeyer, è sposato con la pittrice e scultrice Heidemarie Cramer, con cui vive a Kreuztal, in Germania, e Saint-Bauzille-de-Putois, in Francia.
Ha studiato arti grafiche alla Werkschulen di Colonia, tra i cui docenti ebbe il grafico ed artista Alfred Will. Gli insegnamenti della scuola non si limitavano alla pittura ma variavano dalle tecniche classiche alla litografia, fino ad arrivare a quelle fotografiche, ed anche, per esempio, alla stampa offset. Königs ha proseguito gli studi al Kunstakademie Düsseldorf tra i cui insegnanti figurava l'artista e scultore Karl Bobek. Dopo aver superato l'esame di stato, ha trascorso tre anni insegnando al Gymnasium Adolfinum e lavorando come artista freelance a Moers, una città della Renania Settentrionale-Vestfalia. Successivamente, ha insegnato all'Università di Siegen, dove venne nominato docente d'arte con specializzazione in fotografia.

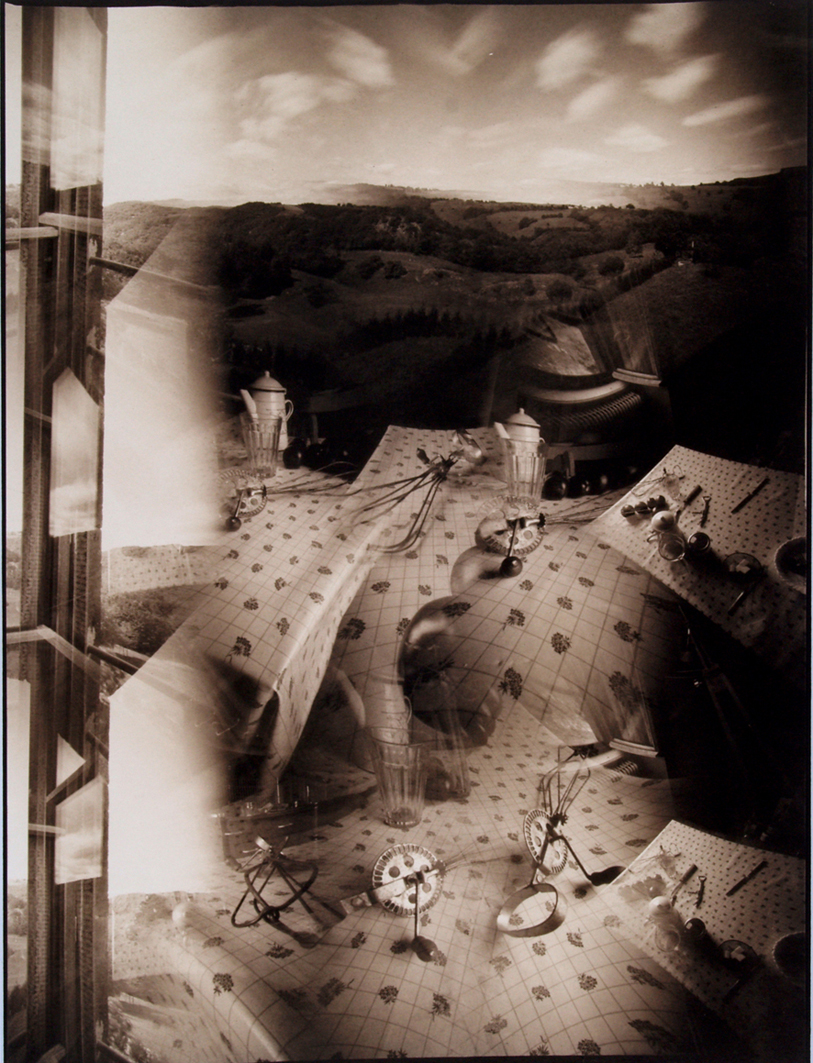
Tavolo alla finestra con miscelatore, opera stenopeica

Dal 1972 fino alla sua dissoluzione, avvenuta vent'anni dopo, ha fatto parte dell'associazione "Moerser Künstlerbund", della German Society for Photography, nonché della "Society for Photographic Edeldruckverfahren".
Nel periodo studentesco, la fotografia per Königs fu utilizzata con varie funzioni: ad esempio per stampe, disegni e dipinti, mentre è stata oggetto di tecniche miste e per esperimenti con montaggi e ridipinture ed altro.
La svolta avvenne nel 1982, guardando un servizio televisivo di Reinhold Elschot, Detlev Frevert e Ulrich Timmermann dal titolo "Fremde Heimat" incentrato sulla fotocamera stenopeica. Egli riconobbe in questo antico strumento, trascurato e sottovalutato nella storia dello sviluppo della fotografia di gran parte del XX secolo, un sistema autonomo dalle immense potenzialità espressive, perfino pittoriche. La struttura relativamente semplice della fotocamera poteva essere facilmente modificata in molti modi.

La costruzione dei corpi delle fotocamere stenopeiche stimola una varietà di idee nel design e nei concetti di immagine, ottenendo negativi su pellicola di vario formato oppure direttamente su carta. Dopo quella scoperta e la conseguente pratica, a partire dal semestre estivo del 1987, Königs invitò gli autori di "Fremde-Heimat" a un seminario presso il dipartimento artistico dell'Università di Siegen. Da quel momento in poi la fotocamera stenopeica farà parte dell'insegnamento e della sua pratica artistica.

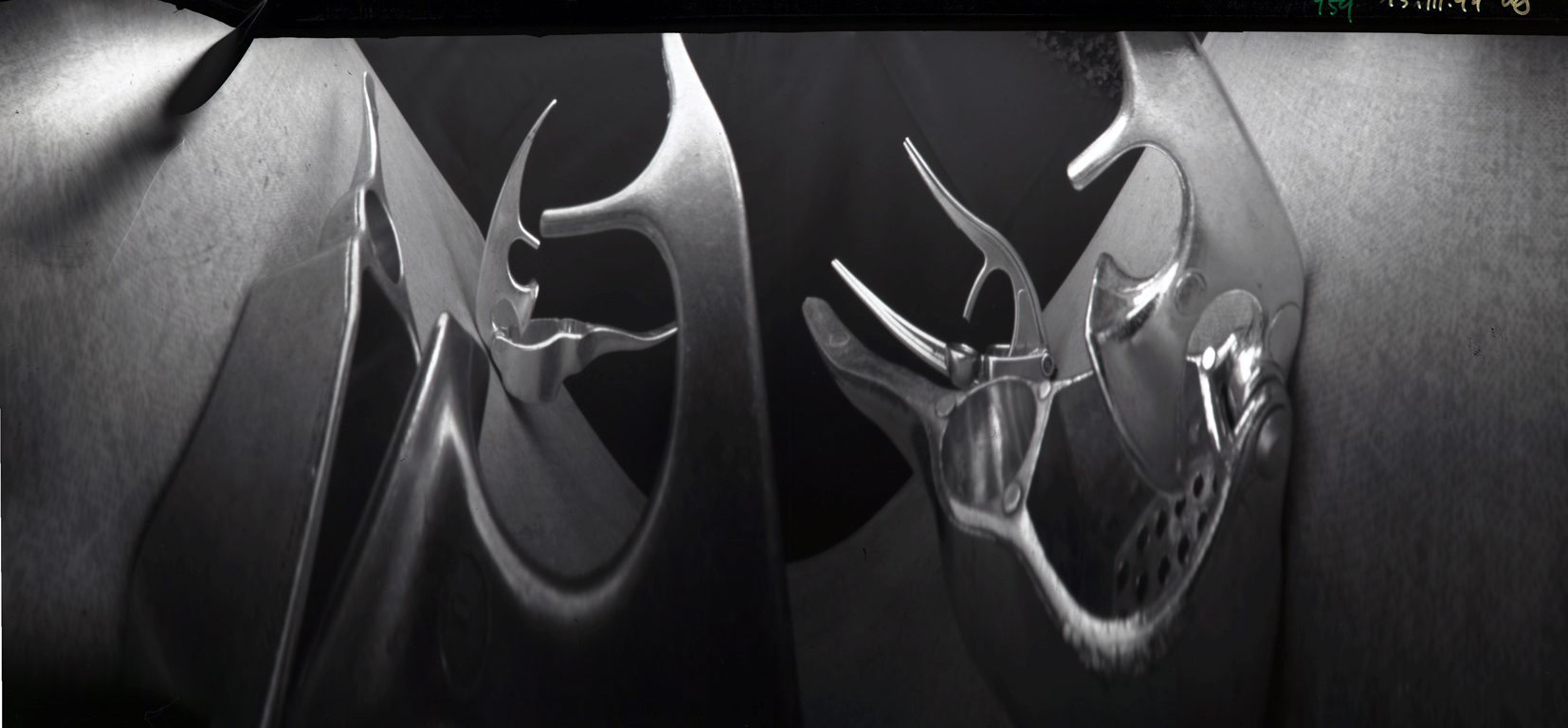
Presse per aglio, opera stenopeica

In occasione dell'anniversario dei 150 anni della nascita della fotografia, nel 1989, presso il dipartimento di fotografia dell'Università di Siegen fu presa l'iniziativa di costruire 150 barattoli caricati con pellicola 35 mm, trasformati in fotocamere stenopeiche per poi inviarle per posta a destinatari selezionati. Ne nacque una importante mostra a Siegen pubblicata nel volume "Aspekte '89 Lochkamera-Fotografie", curato da Jürgen Königs.
Qualche anno dopo, nel 1993, ancora in ambito universitario, a Siegen, si aprì la mostra Zwischenzeit-Camera obscura im Dialog, una cooperazione tra studenti stenopeici delle Università di Siegen, di Scienze Applicate di Bielefeld e di Arte e Design di Saarbrücken con la direzione di Jochen Dietrich, Helmut M. Hochwald e Thomas Kellner. Nel contesto della mostra, coglierà l'occasione per un simposio tra esperti di stenoscopia, invitando Dominique Stroobant, che vive in Italia, a Miseglia, nei pressi di Carrara, Hans Knuchel, docente alla Scuola di Design di Zurigo, il regista sperimentale Heinz Pramann, docente presso l'Università di Siegen, e l'artista e giornalista Ulrich Timmermann.
Non va dimenticata la sua presenza alla prima grande mostra internazionale di Fotografia Stenopeica che si è tenuta in Europa presso il Complesso museale di Santa Maria della Scala di Siena nel 2002, per la direzione di Alessandro Mlach e Mauro Tozzi, cui presero parte i fotografi maggiormente accreditati in quel momento come Thomas Bachler, Dianne Bos, Volkmar Herre, Nilufar Izadi, Eric Renner, Nancy Spencer, Dominique Stroobant, Mieko Tadokoro, Ilan Wolff ed altri, con la prefazione di Omar Calabrese e Fabio Amodeo, a cura di Visionaria.

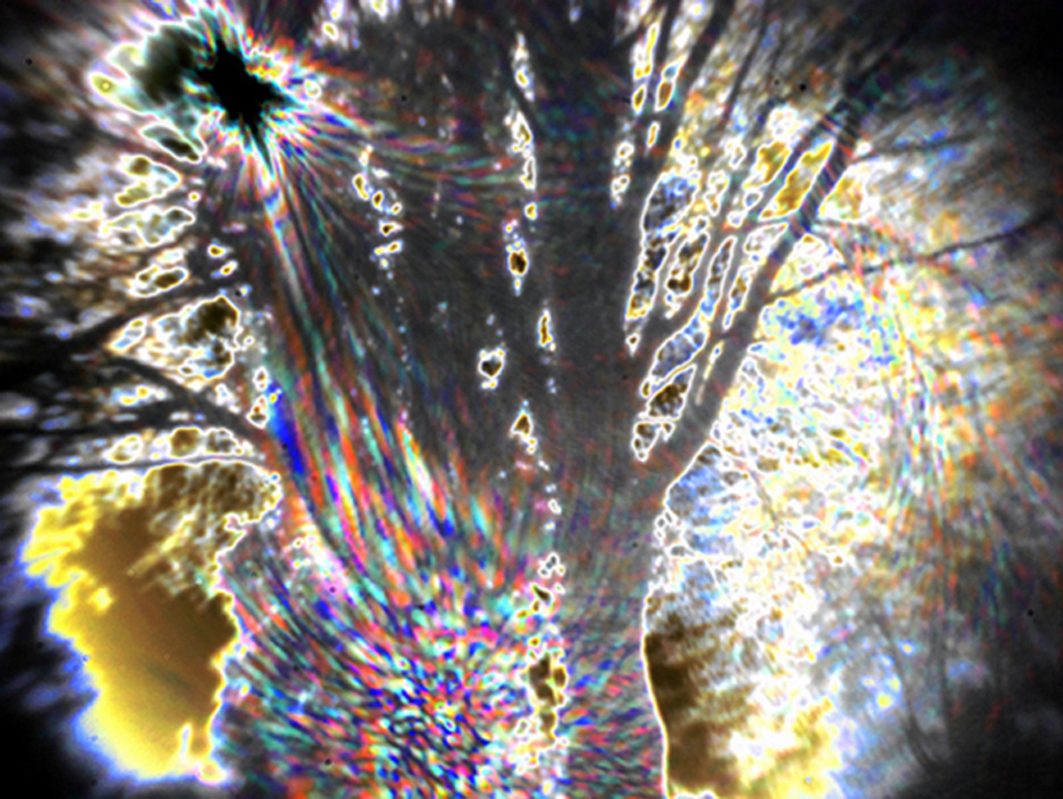
Sole di notte, opera stenopeica digitale

Secondo quanto ha sostenuto nei volumi e nelle stampe delle collettive in cui è stato presente, dopo il 2011, sarebbe strettamente legata alla fotografia stenopeica e al lavoro fotografico sperimentale, anche l'antico processo della stampa, la cosiddetta "stampa nobile", che si esplica sotto vari modi come ad esempio la cianotipia, la carta salata e la stampa al platino. Lo spettro dell'immaginazione che queste tecniche offrono non sono affatto superate ed anzi possono divenire contemporanee
Königs ha sperimentato anche nel digitale la versione stenopeica, con un'attenzione speciale alle possibilità pittoriche del colore, alla solarizzazione, al ritocco ecc. come del resto è possibile vedere sul suo sito web.
Parallelamente, c'è stato un "ritorno alle radici" con l'esposizione di piante direttamente sulla carta, esposte alla luce del sole senza l'uso di prodotti chimici.

## Pubblicazioni
- Aspekte '89, Lochkamerafotografie, University of Siegen, 1989 - ISSN 0175-6141
- Triviale Objekte, pinhole photography, Kreuztal (own publication), 1995
- Lochkamera- und Slit-scan-Fotografien, Galerie "Nei Liicht“, Dudelange, Lussemburgo, 1996
- MessergabelschereLicht, pinhole photography, Kreuztal (own publication), 2001
- Aspekte 2003, Experimentalfilm + Experimentelle Fotografie, University of Siegen, 2003 - ISSN 0175-6141
- Photo Poche 114: Le Stenopé, Actes Sud, Arles, 2007 - ISBN 978-2-7427-7015-1

## Collezioni
Le sue opere fanno parte delle collezioni:
- Pinhole Resource Collection, NM History Museum, Palace of the Governors Photo Archives
- Altona Museum, Norddeutsches Landesmuseum, Amburgo
- Musée de la Photographie, Charleroi, Belgio
- Kartoffelmuseum, Monaco di Baviera
- Città di Bad Segeberg, Villa Flath
- Città di Kreuztal
- Galerie Nei Liicht, Dudelange, Lussemburgo
- ArtGalerie, Siegen
- IHK Galerie, Siegen
- Graham Nash, Encino, Los Angeles, USA
- Denis Brudna, Photonews, Amburgo
- Kunstraum Carmen Oberst, Amburgo
- Thomas Kellner, Siegen
- Sammlung Prof. G. Meerwein in Arp-Museum Rolandseck
- K. & F. Mellmann, Schmallenberg
- I. & Chr.W. Thomsen, Siegen